# 功显君

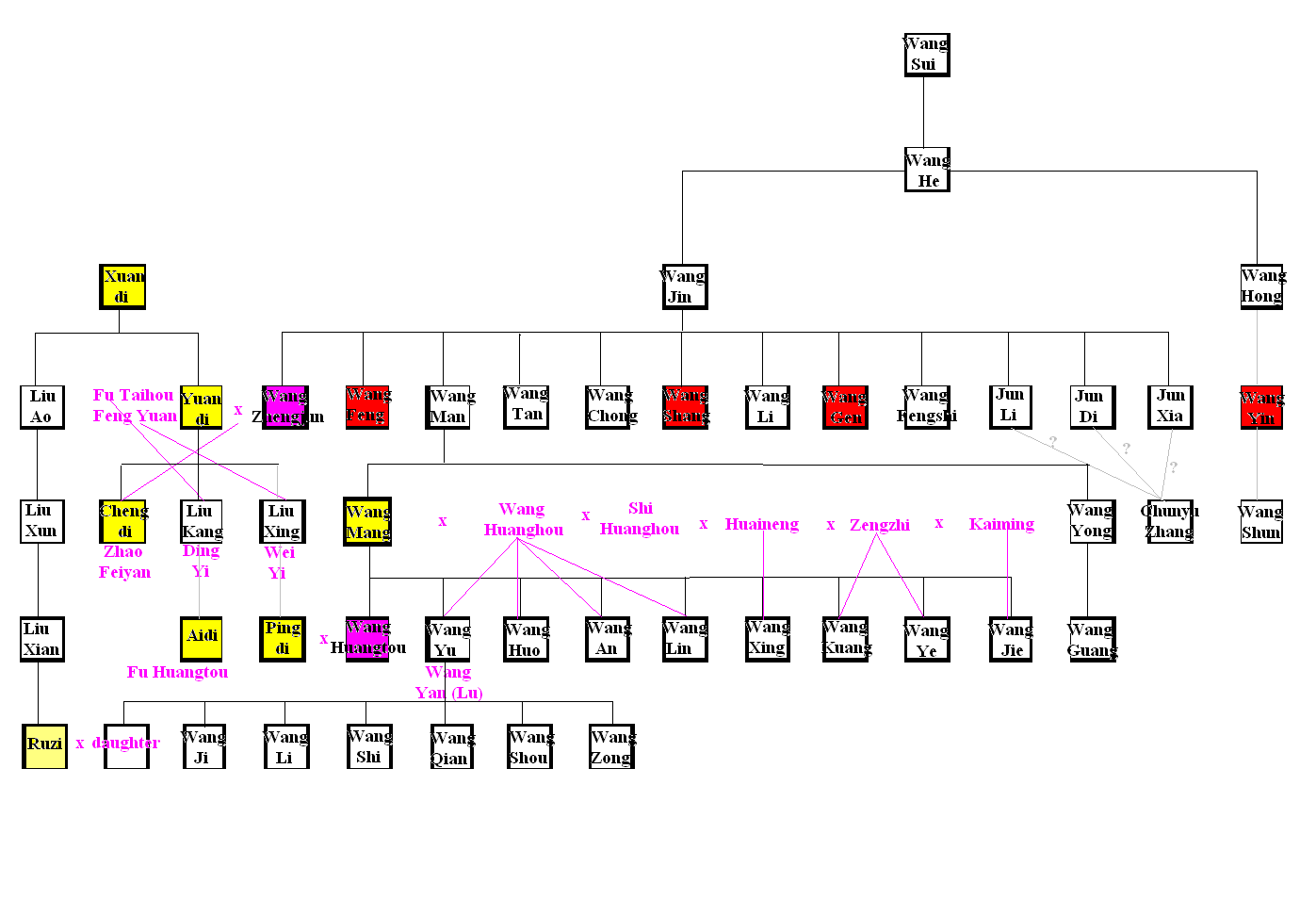
王莽家族的族谱

功显君（前1世纪—8年），姓渠氏，生卒不详，王曼之妻，王莽之母。
王曼早死，渠氏教育王莽读书。元始四年（4年）夏季，汉平帝封王莽的母亲为功显君，封王莽的两个儿子王安为褒新侯，王临为赏都侯。居摄三年（8年）九月，王莽的母亲功显君去世。王莽自以他为摄皇帝，尊奉汉室大宗，于是为功显君守五服中最轻的缌麻服，在细麻布帽上面加上用麻环绕而成的孝带，如同天子吊唁诸侯的丧服。总共一次吊唁，两次会祭，让新都侯王宗为丧主，由他守三年的丧服。